# Sergio Galilea
Sergio Félix Galilea Ocón (Puerto Montt, 20 de mayo de 1948) es un ingeniero, académico y político chileno, exmilitante del Partido por la Democracia (PPD).
De vasta trayectoria en el sector público, destacó como ministro de Bienes Nacionales del presidente Eduardo Frei Ruiz-Tagle entre 1999 y 2000 y, como subsecretario de los gobiernos del propio Frei y de Michelle Bachelet, en el segundo gobierno de esta última en la cartera de Obras Públicas desde 2014 hasta 2018.
También fue intendente de las regiones Metropolitana de Santiago durante la presidencia de Ricardo Lagos desde 2000 hasta 2001 y de Los Lagos bajo la primera administración de Bachelet desde 2008 hasta 2010.

## Primeros años
Es hijo de Félix Galilea Martínez y de Marina Ocon Esteban. Estuvo casado desde 1982 con la psicóloga Eugenia Aída Weinstein Levy, con quien es padre de un hijo. Se divorciaron en 2002.
Estudió en el Colegio San Francisco Javier de Puerto Montt. En 1970 egresó de ingeniería industrial de la Universidad de Chile y posteriormente, en 1971, realizó un magíster en Planificación Urbana y Rural en la Pontificia Universidad Católica (PUC).
Democratacristiano en su juventud, decidió optar por el MAPU cuando se produjo el cisma falangista y aún mantiene estrechos vínculos con ex mapucistas, como Jaime Estévez, Carlos Montes o Enrique Correa.

## Carrera política

### Gobiernos de Aylwin y Frei Ruiz-Tagle
En el gobierno de Patricio Aylwin fue director de la División de Desarrollo Regional del Ministerio del Interior donde estuvo a cargo del Fondo Nacional de Desarrollo Regional (FNDR) y los Programas de Mejoramiento de Barrios y de Mejoramiento Urbano y Equipamiento Comunitario.
Entre marzo de 1994 y noviembre de 1996 fue subsecretario de Vivienda y Urbanismo y responsable de la planificación estratégica y presupuestaria de los programas de vivienda social y pavimentos participativos. Desde noviembre de 1996 hasta agosto de 1999 se desempeñó como subsecretario general de la Presidencia y de 1999 a 2000 fue ministro de Bienes Nacionales.

### Gobiernos de Lagos y Bachelet
En el Gobierno de Ricardo Lagos asumió como intendente metropolitano (marzo de 2000 a diciembre de 2001), cargo en el que enfrentó diversas dificultades con el plan de descontaminación ambiental y algunos rellenos sanitarios. Luego volvió a La Moneda, pero esta vez al llamado segundo piso como asesor presidencial encargado de la coordinación con los partidos políticos.
Otros de sus cargos fueron el de director nacional de Vialidad, de 2003 a 2005, y el de máxima autoridad de Los Lagos, desde enero de 2008. En esta última responsabilidad le tocó enfrentar la demoledora erupción del volcán Chaitén en la Provincia de Palena.
En 2005 intentó infructuosamente llegar al Congreso Nacional por el Distrito que representa su zona natal.
En 2014, la presidenta electa Michelle Bachelet lo nombró subsecretario de Obras Públicas, cargo que asumió en marzo de ese año.
En 2014 una gran cantidad de irregularidades fueron imputadas en su contra por la Contraloría General.

### Actividades posteriores
Renunció al Partido por la Democracia (PPD) en junio de 2020, luego de treinta y tres años de militancia, habiendo participado en su fundación en 1987.
En noviembre de 2021 apareció como uno de los adherentes del Movimiento Proyecta Chile, liderado por Felipe Harboe.

## Vida académica
Ha sido profesor titular del Instituto de Estudios Urbanos de la Pontificia Universidad Católica, en la Escuela de Gobierno y Gestión Pública de la Universidad de Chile y consultor de organismos internacionales como la Cepal, ILPES, OEA, Banco Mundial y Unicef, en planificación urbana, regional y social. También fue presidente de la Sociedad Interamericana de Planificación (SIAP) entre 1980 y 1982. 
En la actualidad, se destaca su labor como directo del Centro de Análisis de Políticas Públicas de la Universidad de Chile, y además se desarrolla como coordinador del Magíster en Gestión y Desarrollo Regional y Local de la misma casa de estudios.

## Historial electoral

### Elecciones parlamentarias de 2005
- Elecciones parlamentarias de 2005, para el Distrito 57, Calbuco, Cochamó, Maullín y Puerto Montt [20]

| Candidato                | Pacto                    | Partido | Votos  | %     | Resultado |
| ------------------------ | ------------------------ | ------- | ------ | ----- | --------- |
| Pablo Muñoz Candia       | Indep.                   | Indep.  | 2192   | 2,58  |           |
| Sergio Galilea Ocón      | Concertación Democrática | PPD     | 21 712 | 25,59 |           |
| Patricio Vallespín López | Concertación Democrática | PDC     | 22 322 | 26,31 | Diputado  |
| Renato Alvarado Vidal    | Juntos Podemos Más       | PC      | 4376   | 5,16  |           |
| Eduardo Becker Marshall  | Alianza por Chile        | RN      | 11 622 | 13,70 |           |
| Marisol Turres Figueroa  | Alianza por Chile        | UDI     | 22 614 | 26,66 | Diputada  |